# Gephyromantis eiselti
Espèce
Synonymes
- Mantidactylus eiselti (Guibé, 1975)

Statut de conservation UICN

 EN B1ab(iii) : En danger
Gephyromantis eiselti est une espèce d'amphibiens de la famille des Mantellidae.

## Répartition
Cette espèce est endémique de Madagascar. Elle se rencontre entre 800 et 1 200 m d'altitude dans les environs de Andasibe.

## Description
Gephyromantis eiselti mesure de 20 à 23 mm. Son dos est uniformément brun clair. Ses lèvres sont rayées de jaune et brun. Son ventre est parsemé de points sombres. Les mâles ont un seul sac vocal, toutefois lorsqu'il est gonflé on pourrait penser qu'il en a deux à cause des replis de la gorge.

## Étymologie
Cette espèce est nommée en l'honneur de Josef Eiselt.

## Publication originale
- Guibé, 1975 : Batraciens nouveaux de Madagascar. Bulletin du Museum National d'Histoire Naturelle, sér. 3, Zoologie, vol. 323, p. 1081-1089 (texte intégral).